# Марри, Балач
Балач Марри (англ. Balach Marri; 17 января 1966, Москва, СССР — 21 ноября 2007, Гильменд, Афганистан) — белуджский националист, лидер сепаратистской организации Армия освобождения Белуджистана. Занимал пост депутата провинциального парламента Белуджистана, который покинул в 2003 году в знак протеста против политики Исламабада. Был убит в 2007 году в афганской провинции Гильменд.

## Начало войны
В 2000 году белуджистанские националисты начали вооруженную борьбу против центральной власти, они требовали большей автономии для провинции Белуджистан. Пакистанская армия ответила масштабной военной операцией в регионе. В течение следующих двух лет, сотни людей были убиты в ходе столкновений между повстанцами и силами безопасности. Сотни тысяч людей покинули этот регион и стали беженцами. В августе 2006 года в ходе спец. операции пакистанских вооружённых сил — был убит лидер белуджистанских националистов Акбар Бугти. Балач Марри удалось избежать данной участи, хотя в ходе боёв погибло много его соратников и с десяток армейских офицеров Пакистана. После убийства Бугти, Балач Марри возглавил сопротивление белуджей.

## Убийство
После убийства Акбара Бугти большинство повстанцев бежало в соседний Афганистан. Но они продолжали проводить вооружённые рейды в регионе. В 2007 году Марри был убит в Афганистане. Есть ряд версий его убийства: операция пакистанского спецназа по ликвидации лидера белуджей, удар авиации НАТО, столкновение с боевиками Талибана. После убийства Балача в рядах повстанцев произошёл раскол и группы не смогли договориться о новом едином лидере. 
Сардар Марри (брат покойного) заявил, что его брат был убит в ходе операции пакистанской армии в Белуджистане. Представители разведки Пакистана сообщили, что Марри был убит в Афганистане и они не имеют никакого отношения к его убийству. Ряд аналитиков склонны верить, что это убийство могло быть результатом тайной операции пакистанской разведки.
Балач Марри был военным вдохновителем повстанцев Белуджистана. Он считал, что большинство ресурсов провинции присваивается федеральным правительством, в то время как местные жители сидят без работы и денег.
Несмотря на огромное количество природных ископаемых (запасы природного газа одни из самых больших в мире), Белуджистан является наименее развитой из четырех провинций Пакистана.